# Pangonius sinensis
Pangonius sinensis är en tvåvingeart som först beskrevs av Günther Enderlein 1932.  Pangonius sinensis ingår i släktet Pangonius och familjen bromsar. Inga underarter finns listade i Catalogue of Life.